# 1770年孟加拉饑荒
1770年孟加拉饑荒（孟加拉語: ৭৬-এর মন্বন্তর， Chhiattōrer monnōntór; 或簡寫為The Famine of '76）是1769年到1773年（在孟加拉曆為1176到1180年）之間所發生的一場重大饑荒。這場饑荒影響了印度中央平原的下游地帶。這場饑荒據統計導致了約一千萬人死亡，這相當於每三人就有一人死亡；在當時孟加拉（包括比哈爾邦與奧里薩邦）的一部分人口減少到三千萬人。這場饑荒的孟加拉名稱源自它所發生的孟加拉曆的1176年 （"Chhiattōr"- "76"; "monnōntór"- 孟加拉語的"饑荒" ）。

## 背景
這場饑荒發生在名為孟加拉的地區，當時是被不列顛東印度公司所統治。這個地區包含現在的西孟加拉邦、孟加拉國以及部分的阿薩姆邦、比哈爾邦、奧里薩邦與賈坎德邦。它原本是蒙兀兒帝國的一個從十六世紀就由納瓦卜（Nawab，印度地方行政官名；或譯為王公、纳华伯、行政長官）所統治的省份。納瓦在十八世紀初期便幾乎實質獨立並控制整個省，在理論上他仍然是在德里的蒙兀兒皇帝統治之下。
在十七世紀時不列顛東印度公司被蒙兀兒皇帝阿克巴賜予其在加爾各答的認可。這時的不列顛東印度公司有效地成為蒙兀兒帝國的助力。在接下來的一個世紀，東印度公司獲得該省的貿易獨佔權，並逐漸成為孟加拉省的統治者。在1757年的普拉西戰役中英國擊敗了當時的納瓦西拉傑·烏德·達烏拉並搜刮了孟加拉的財庫。在1764年東印度公司的軍隊又打贏了布克薩爾戰役，而得以簽署一連串的條約牟取例如收稅權等利益，而不列顛東印度公司也成為了孟加拉的真正統治者。1765年签订的《阿拉哈巴德条约》，莫卧儿王朝的沙阿拉姆二世皇帝将收税权授予东印度公司，英国将税收从10~15%增加到50%。

## 饑荒情況
據統計大約有一千萬人死於這場饑荒。這個數字相當於受影響區域三分之一的人口數。發生饑荒的地區主要是今天印度的比哈爾邦以及西孟加拉邦，並擴及奧里薩邦、賈坎德邦與孟加拉國。受災最嚴重地方是孟加拉的比爾賓縣和穆希達巴德以及比哈爾的蒂魯德、查姆帕蘭與貝蒂亞。
在1768年發生的部分歉收一開始被認為是件平常的事，但到了1769年時更多嚴重的情況跟著發生了。到了1769年的九月當地發生了嚴重的乾旱，在各地鄉村都傳出了他們受災慘況的緊急報告。然而這些報告卻被東印度公司的官員們所忽視。
到了1770年的初期當地陷入飢餓狀況，並在該年中期開始有大量人口死於飢餓。此時也有關於在該年中期在有不少死者時的現存糧食供給報告出現。而天花與其他疾病進一步地侵襲當地人民。到了1770年的年尾時充足的雨量帶來了一場豐收而緩和了饑荒災情。然而在接下來幾年又發生了其他的歉收，造成了總死亡數的上升。
這場饑荒結果造成大量地區的居民全數死亡，而那些地方並荒蕪變回叢林長達數十年，此外倖存者們也為了尋找食物而大量遷徙。舉例來說，許多的耕地（大多是比哈爾邦的）被遺棄變回叢林，而且在之後數十年簡直無法進入。從1772年開始，盜賊與暴徒們在孟加拉長期肆虐，到了1780年代左右才被控制住。

## 東印度公司的責任
這場飢荒的責任現在常歸咎於不列顛東印度公司在孟加拉的政策。然而根據其他說法，這場饑荒英國政權並沒有直接的責任，其政策只是使情況惡化而已。
做為一個貿易組織，該公司極為重視這第一個控制範圍裡他們的收益以及從孟加拉的地價稅與貿易關稅而來之稅收的收益。當各地在該公司的控制之下時，當地的稅典型地上升到了它原先稅率的五倍（農產品的稅率從10%上升到50%）在不列顛東印度公司統治的第一年，地方上的稅收是雙倍的，而且大部分的稅收都流出了這個國家。當饑荒逼近它在1770年四月的最嚴重情形時，該公司還宣布來年的稅率要再增加10%到60%用以弥补征税人口的减少。东印度公司在1771年大饥荒那年的收入反而要比1768年要高。
有說法宣稱在孟加拉的食糧之所以被毀壞是因爲要替可出口的罌粟種植開路而減少了可獲得的糧食，這一點使得饑荒情況更為惡化。然而這項主張在其根據上有所爭議，因為在孟加拉種植罌粟的土地只佔了全部土地不到2%而已。
東印度公司也因其嚴峻的稻米「囤積」而受到批評。這不但阻止其他貿易者與商人儲備在其他時期能夠使人民度過貧瘠時期的存糧，而且也要求農夫種植木藍取代稻米。
到了飢荒的時候，東印度公司和他的代理商已確立了其對於穀物貿易的壟斷。該公司並沒有要處理穀物短缺問題的打算，而且其所採取的行動也只與他們所影響到的商人和貿易商階級有關。土地的財政收入在受飢荒影響的當年減少了14%，但恢復得很快。根據麥克萊恩的說法，英屬印度的第一任總督華倫·哈斯丁斯在1771年以後承認了其暴力式的收稅：東印度公司在1771年賺取的歲收比1768年時的還要高。環視全球，不列顛東印度公司的收益從1765年的一千五百萬盧布增加到了1777年的三千萬。

### 引用
1. ↑  Mazumdar, Kedarnath, Moymonshingher Itihash O Moymonsingher Biboron, 2005, （孟加拉文）, pp. 46-53, Anandadhara, 34/8 Banglabazar, Dhaka.
2. ↑  Simon Schama, A History of Britain, Volume II, page 504
3. ↑  Romesh Dutt The Economic History of India under early British Rule (1906)
4. ↑  Chaudhury, From Prosperity to Decline: Eighteenth Century Bengal
5. ↑  Kumkum Chatterjee的說法
6. ↑  .   [2010-05-08]. （原始内容存档于2017-07-19）.

## 外部連結
- Section VII（页面存档备份，存于） from Dharampal, India Before British Rule and the Basis for India's Resurgence, 1998.
- Chapter IX. The famine of 1770 in Bengal in John Fiske, The Unseen World, and other essays
- History of West Bengal & Calcutta（页面存档备份，存于）
- First World Hegemony and Mass Mortality - from Bengal to Afghanistan and Iraq
- R. C. Dutt, The Economic History of India.（页面存档备份，存于）